# V830 Tauri b
V830 Tauri b é um exoplaneta que orbita em torno da jovem estrela T Tauri V830 Tauri, a cerca de 427 anos-luz da Terra, na constelação de Touro. O exoplaneta é o mais novo do universo, tendo uma idade de apenas 2 milhões de anos.

## Características

### Órbita e massa
V830 Tauri b orbita sua estrela-mãe a cada 4,93 dias a uma distância de 0,057 UA da sua estrela-mãe. Isto é aproximadamente 7 vezes mais próximo da estrela hospedeira do que o planeta Mercúrio é ao Sol . Sua massa é cerca de 77% da de Júpiter e, por estar em órbita muito próxima de sua estrela-mãe, é classificada como um Júpiter quente .

### Hospedeira e idade
A estrela hospedeira, V830 Tauri, é uma estrela que tem a mesma massa do Sol, mas duas vezes o raio. Tem uma temperatura de superfície de 4250 ± 50 K. Em comparação, o Sol tem uma temperatura de superfície de 5778 K. A idade da estrela é estimada em cerca de 2 milhões de anos, o que a torna uma estrela muito jovem. Para comparação, o Sol tem 4,6 bilhões de anos. A estrela ainda não se contraiu completamente para se tornar uma estrela de sequência principal. Dada a sua massa, provavelmente a sua vida útil seja cerca de 10 bilhões de anos, muito parecido com o Sol.